# QL
Изопропи́л аминоэтилмети́л фосфони́т (обозначение НАТО — QL) — прекурсор боевого отравляющего вещества VX, компонент бинарного оружия.

## Использование в химическом оружии
Изопропил аминоэтилметил фосфонит, наряду с метилфосфонил дифторидом (DF), был разработан в 1980-х годах для замены запасов унитарного химического оружия. QL включён в Список 1, часть Б Конвенции о Запрещении Химического Оружия.

## Токсичность
QL сам по себе не ядовит. Но, прореагировав с серой, соответствующий сульфид QL изомеризуется в чрезвычайно ядовитый VX.